# Liste der Stadtbezirke von Düsseldorf
Diese Liste der Stadtbezirke von Düsseldorf gibt eine Übersicht über die 10 Stadtbezirke und 50 Stadtteile der nordrhein-westfälischen Landeshauptstadt Düsseldorf.
Im Zuge der letzten kommunalen Neugliederung in Nordrhein-Westfalen im Jahr 1975 wurde die Form der Stadtbezirke in Düsseldorf eingeführt. Im Gegensatz zu anderen nordrhein-westfälischen Großstädten wie zum Beispiel Köln oder Duisburg verfügen die Stadtbezirke in Düsseldorf nicht über Eigennamen, sondern werden lediglich mit einer Ziffer bezeichnet. Das sogenannte Düsseldorf-Gesetz führte zur Angliederung mehrerer bisher selbstständiger Städte an Düsseldorf. Die nun zu Düsseldorf gehörenden Stadtteile bekamen durch die neuen Bezirksvertretungen ein Mitspracherecht in der Stadtpolitik.
Die für jeden Stadtbezirk gleichzeitig zur Ratsversammlung zu wählenden Bezirksvertretungen verfügen über je 19 Mitglieder. Diese wählen aus ihren Mitgliedern einen Vorsitzenden, den sogenannten Bezirksbürgermeister. Einerseits werden in den Bezirksvertretungen örtliche Angelegenheiten diskutiert, andererseits sind sie zu solchen, die den Stadtbezirk betreffen, vom Rat zu hören.
Im Februar 2014 wurde die Siedlung Knittkuhl, bisher zum Stadtteil Hubbelrath gehörig, als eigenständiger, nunmehr 50. Stadtteil herausgelöst. In den Lageplänen dieser Seite ist dieser neueste Grenzverlauf noch nicht berücksichtigt.

## Erläuterung
Die Liste gibt darüber Auskunft,
- welche Namen der Stadtbezirk führt
- welche Stadtteile der Stadtbezirk umfasst (mit den Kennnummern der Stadtteile)
- welche Fläche (in km²) der Stadtbezirk umfasst (Stand 31. Dezember 2020)
- wie viele Einwohner im Stadtbezirk wohnen (Stand 31. Dezember 2022)
- wie hoch die Bevölkerungsdichte (Einwohner je km²) im jeweiligen Stadtbezirk ist (Stand 31. Dezember 2022)
- wie der Name des Bezirksvorstehers lautet und welcher Partei er angehört
- wo der Stadtbezirk auf einer Karte (K) zu finden ist
- welche Fläche der Stadtbezirk im Stadtgebiet (Karte) einnimmt

## Tabelle
| Stadtbezirk    | Stadtteile                                                                                              | Fläche    | Einwohner | Bevölkerungsdichte | Bezirksbürgermeister    | K    | Karte |
| -------------- | --- | --------- | --------- | ------------------ | ----------------------- | ---- | ----- |
| Stadtbezirk 1  | 011 Altstadt 012 Carlstadt 013 Stadtmitte 014 Pempelfort 015 Derendorf 016 Golzheim                     | 11,31 km² | 88.769    | 7.849              | Annette Klinke (Grüne)  | Lage |       |
| Stadtbezirk 2  | 021 Flingern Süd 022 Flingern Nord 023 Düsseltal                                                        | 07,15 km² | 65.396    | 9.146              | Philipp Schlee (Grüne)  | Lage |       |
| Stadtbezirk 3  | 031 Friedrichstadt 032 Unterbilk 033 Hafen 034 Hamm 035 Volmerswerth 036 Bilk 037 Oberbilk 038 Flehe    | 24,71 km² | 122.547   | 4.959              | Dietmar Wolf (Grüne)    | Lage |       |
| Stadtbezirk 4  | 041 Oberkassel 042 Heerdt 043 Lörick 044 Niederkassel                                                   | 12,62 km² | 45.784    | 3.628              | Rolf Tups (CDU)         | Lage |       |
| Stadtbezirk 5  | 051 Stockum 052 Lohausen 053 Kaiserswerth 054 Wittlaer 055 Angermund 056 Kalkum                         | 50,75 km² | 34.932    | 0688               | Benedict Stieber (CDU)  | Lage |       |
| Stadtbezirk 6  | 061 Lichtenbroich 062 Unterrath 063 Rath 064 Mörsenbroich                                               | 19,63 km² | 68.268    | 3.478              | Birgit Schentek (CDU)   | Lage |       |
| Stadtbezirk 7  | 071 Gerresheim 072 Grafenberg 073 Ludenberg 074 Hubbelrath 075 Knittkuhl                                | 27,62 km² | 47.131    | 1.706              | Maria Icking (Grüne)    | Lage |       |
| Stadtbezirk 8  | 081 Lierenfeld 082 Eller 083 Vennhausen 084 Unterbach                                                   | 20,96 km² | 60.695    | 2.896              | Dagmar von Dahlen (CDU) | Lage |       |
| Stadtbezirk 9  | 091 Wersten 092 Himmelgeist 093 Holthausen 094 Reisholz 095 Benrath 096 Urdenbach 097 Itter 098 Hassels | 36,57 km² | 94.977    | 2.597              | Karl-Heinz Graf (CDU)   | Lage |       |
| Stadtbezirk 10 | 101 Garath 102 Hellerhof                                                                                | 05,30 km² | 24.754    | 4.671              | Jürgen Bohrmann (SPD)   | Lage |       |

## Weiterführende Informationen